# Honkaförbundet

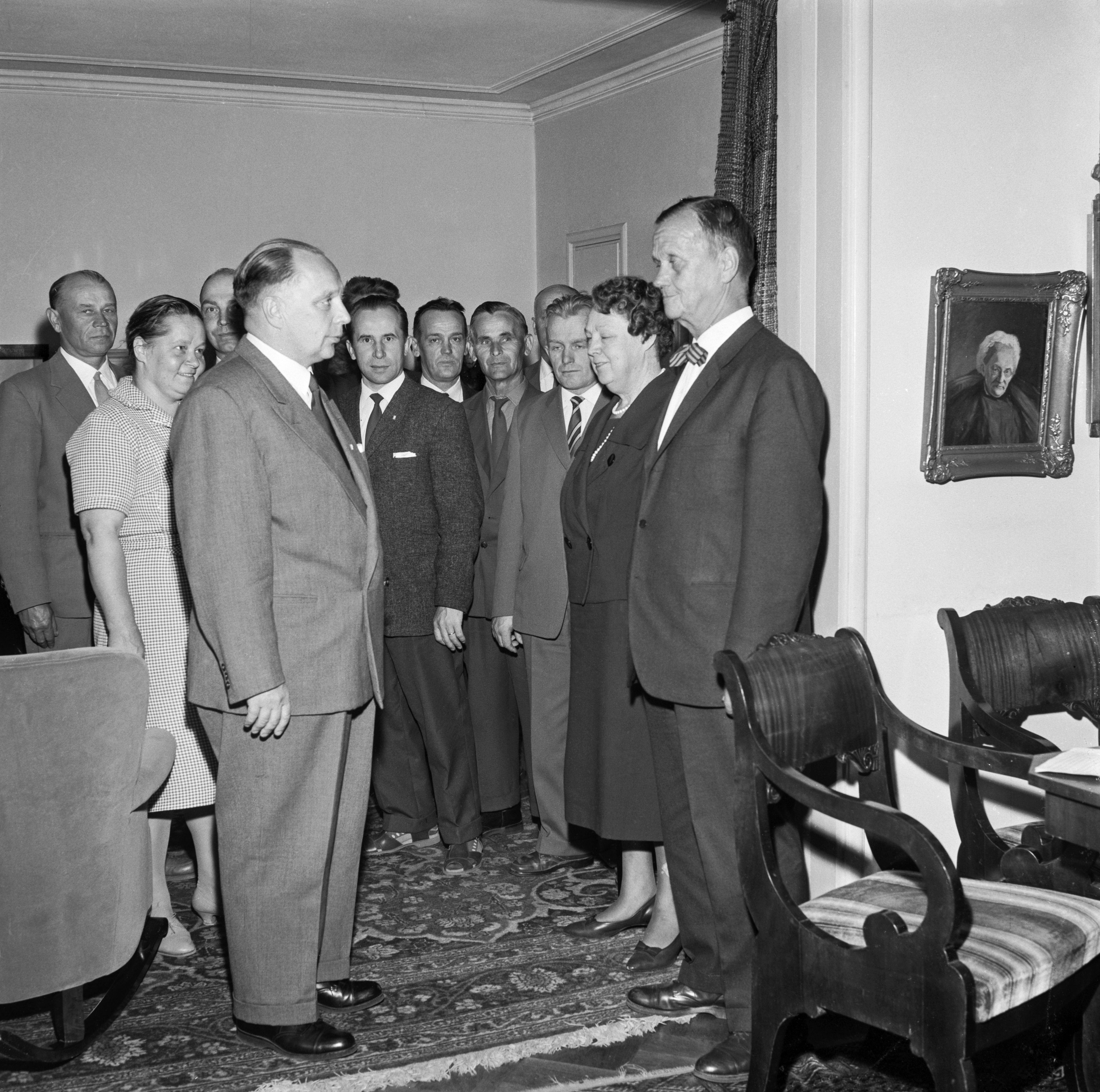
Olavi Honka (till höger) år 1961.

Honkaförbundet (finska: Honka-liitto) är den politiska gruppering som 1961 uppställde justitiekansler Olavi Honka som motkandidat till Urho Kekkonen i presidentvalet i Finland 1962. 
Honkaförbundet utgick från en liten krets som i slutet av januari 1961 samlades hemma hos Nils Meinander (Svenska folkpartiet). De övriga deltagarna i överläggningen var Veikko Vennamo (Finlands landsbygdsparti), Tuure Junnila (Samlingspartiet) och Kaarlo Pitsinki (socialdemokraterna). Senare anslöt sig representanter för Finska folkpartiet och De Frisinnades Förbund samt oppositionella från Agrarförbundet till grupperingen, som byggde upp en centralkommitté med företrädare för samtliga intressenter. Ordförande för denna var socialdemokraten Olavi Lindblom, medan Meinander var vice ordförande. Gruppen anställde även en ombudsman (Ahti M. Salonen, senare Arvo Salo) och hyrde en kontorslokal. 
Det anses i allmänhet att det var Vennamos idé att lansera Honka som motkandidat till Kekkonen, medan andra uppgifter hävdar att det var Oskari Tokoi som framförde idén i ett brev till Väinö Tanner. Honkaförbundet upplöstes sedan Honka avsagt sig kandidaturen med anledning av notkrisen hösten 1961.